# Heinrich von Herford
Heinrich von Herford (Herford, 1300 – Minden, 9 ottobre 1370) è stato uno storico tedesco.
Conosciuto anche come Heinrich von Hervord o latinizzato  Henricus de Hervordia, Heinrich von Herford, originario della Vestfalia e frate domenicano è stato anche cronista e teologo medievale nel Sacro romano impero. Probabilmente frequentò la scuola di latino nell'abbazia imperiale di Herford (oggi Friedrichs-Gymnasium Herford). Divenne frate domenicano a Minden dove scrisse la sua cronaca Liber de rebus memorabilioribus (libro delle cose memorabili) nel quale riassunse le opere di altri storici da Eusebio di Cesarea fino agli scrittori del suo tempo.
La cronaca che continua fino all'incoronazione dell'imperatore Carlo IV nel 1355 fu una delle principali fonti di informazioni storiche della letteratura del Trecento e fu ristampata dall'editore August Potthast a Gottinga nel 1859.
Heinrich scrisse anche la Catena aurea in decem partes distincta una sunto di teologia ed il trattato De Conceptione Virginis gloriosae.
Heinrich morì nel monastero di Sankt Pauli a Minden dove aveva trascorso la maggior parte della sua vita. Poco dopo il suo decesso, grazie alla fama dei suoi scritti, l'imperatore Carlo V promosse la sua tumulazione in una tomba più dignitosa e gli tributò un solenne funerale cui parteciparono numerose persone di rango sia ecclesiastici che secolari.